# Pjotr Vjazemski

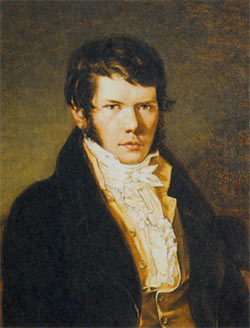
Pjotr Vjazemski

Pjotr Andrejevitsj Vjazemski (Russisch: Пётр Андреевич Вяземский) (Moskou, 23 juli 1792 – Baden-Baden, 22 november 1878) was een Russisch schrijver, dichter en criticus en een leidende persoonlijkheid in het ‘Gouden Tijdperk’ van de Russische literatuur.

## Leven en werk
Vjazemski stamde uit de oude hogere adel (aanspreektitel vorst), groeide op in verfijnde aristocratische kringen en studeerde rechten in Moskou. Hij nam als jongeman deel aan de napoleontische oorlogen en vocht in de Slag bij Borodino. Van 1818 tot 1821 was hij in staatsdienst te Warschau maar viel in ongenade vanwege zijn liberale gezindheid. Vanaf die tijd werkte hij vooral als criticus. Van 1825 tot 1829 leidde hij de literaire afdeling van de ‘Moskovski Telegraf’, later werkte hij mee aan Aleksandr Poesjkin ‘Literatoernaja Gazeta’ en het toonaangevende tijdschrift ‘Sovremennik’ (‘De tijdgenoot'). In de jaren twintig en dertig van de negentiende eeuw speelde Vjazemski daarmee een belangrijke rol in het literaire leven in Moskou en Sint-Petersburg.
Vjazemski kwam op voor de romantiek en de vernieuwing in de poëzie. Als dichter onderging hij de invloed van de lichtere Franse poëzie en behoorde hij tot dezelfde school als Poesjkin, met wie hij nauw bevriend was. Met hem bestreed hij ook de conservatieven, op politiek zowel als op literair gebied. De revoluties van 1848 maakten echter een ongunstige invloed op hem, waarna hij zijn pijlen meer en meer richtte op de revolutionairen. De laatste twintig jaar van zijn leven bracht hij grotendeels in het buitenland door.
De poëzie van Vjazemski is vooral beschrijvend van aard. Als prozaschrijver zijn vooral zijn op latere leeftijd geschreven verhalen, schetsen en herinneringen waardevol. Verder schreef Vjazemski literair interessante studies over de dramaturgen Denis Fonvizin en Vladislav Ozerov. Het meest bekend is Vjazemski echter gebleven door zijn deels ook in het Nederlands vertaalde briefwisseling met Poesjkin.

## Noot
1. ↑  later raakte hij met Lev Tolstoj in een dispuut verzeild over de vraag hoe realistisch diens beschrijving van de Slag bij Borodino in Oorlog en Vrede wel was

- Bibsys: 90161041
- Bibliothèque nationale de France: cb122157693 (data)
- CiNii: DA07913566
- Gemeinsame Normdatei: 118634437
- International Standard Name Identifier: 0000 0001 2142 8709
- Library of Congress Control Number: n79089676
- Nationale Bibliotheek van Letland: 000152321
- MusicBrainz: 31fd3abf-0fbf-4e7c-8f29-0edd77bdbaa5
- Nationale Bibliotheek van Tsjechië: jn20000701910
- Nationale bibliotheek van Australië: 35698751
- Nationale Bibliotheek van Israël: 987007305364505171
- Nationale Bibliotheek van Polen: a0000001179992
- Nederlandse Thesaurus van Auteursnamen: 069367205
- Réseau des bibliothèques de Suisse occidentale: 02-A000173416
- Russische Staatsbibliotheek: 000083004
- Istituto Centrale per il Catalogo Unico: UFIV060714
- LIBRIS: 267534
- Système universitaire de documentation: 033354111
- Trove: 1047628
- Virtual International Authority File: 88757062
- WorldCat: E39PBJrwV4thpycVWjmXycFVG3